# Арга-Тюнг
Арга-Тюнг (якут. Арҕаа Түҥ) — река в России, протекает по территории Оленёкского района Якутии. Левый приток реки Тюнг, относится к бассейну Лены. Длина реки — 193 км, площадь водосборного бассейна — 3220 км².
Начинается в северо-восточной части Среднесибирского плоскогорья между истоками Тюнга и Улах-Муны. Течёт в юго-восточном направлении через лиственничную тайгу. Долина реки частично заболочена.
Впадает в Тюнг слева на расстоянии 849 километров от его устья. Ширина реки около устья — 75 метров, глубина — 1 метр, скорость течения 0,5 м/с.

## Притоки
Объекты перечислены по порядку от устья к истоку.
- 23 км: Атырдяхтах
- 46 км: Ытыр
- 49 км: Курунг-Юрях
- 68 км: Ырыс
- 71 км: Бырах-Юрях
- 81 км: Онгхой
- 86 км: Ырас-Юрях
- 94 км: Бас-Юрях
- 97 км: Бас-Амбардах
- 158 км: Ырас-Юрях